# Сары-Талаа (Баткенский район)
Сары-Талаа (кирг. Сары-Талаа) — село в Баткенском районе Баткенской области Кыргызстана. Входит в состав Дарыинского айылного аймака.

## География
Село расположено в центральной части области, на правом берегу реки Сох, на расстоянии приблизительно 34 километров (по прямой) к юго-востоку от города Баткена, административного центра области и района. Абсолютная высота — 1520 метров над уровнем моря.

## Население
Согласно оценочным данным Национального статистического комитета Кыргызской Республики, численность населения села на начало 2023 года составляла 566 человек.
| год     | 2009 | 2014 | 2015 | 2020 | 2021 | 2023 |
| ------- | ---- | ---- | ---- | ---- | ---- | ---- |
| человек | 394  | 496  | 489  | 567  | 567  | 566  |